# Stetten am kalten Markt
Stetten am kalten Markt (Stetten a. k. M.) ist eine Gemeinde und eine Ortschaft im Landkreis Sigmaringen in Baden-Württemberg. Überregional ist Stetten mit dem Truppenübungsplatz Heuberg, dem Lager Heuberg und der Alb-Kaserne als Militärstandort bekannt.

## Geographie

### Geographische Lage
Die Gesamtgemeinde Stetten am kalten Markt liegt mit ihrer Gemarkungsfläche von 5637 Hektar (Stand: 30. Juni 2014) auf einer Höhenlage zwischen 640 und 866 Metern über dem Meeresspiegel. Die Gemeinde gehört zum ehemals badischen Teil des Heubergs und zum Naturpark Obere Donau. Durch den Stettener Ortsteil Storzingen fließt die Schmeie.

### Gemeindegliederung
Zur Gemeinde gehören der Kernort Stetten am kalten Markt und die Ortsteile Nusplingen, Frohnstetten, Storzingen und Glashütte mit den Orten Unterglashütte und Oberglashütte.
Die Gemeinde Stetten am kalten Markt besteht aus den Gemeindeteilen Frohnstetten (mit dem Dorf Frohnstetten und dem Gehöft Schmeienhöfe), Glashütte (Baden) (mit den Dörfern Oberglashütte und Unterglashütte), Stetten am kalten Markt (mit den Dörfern Stetten am kalten Markt dem dazugehörigen Wohnplatz Nusplingen, dem Gehöft Steighöfe und den Häusern Auf dem Berg (Berghäuser), Heilstätte Heuberg, Kläranlage und Lager Heuberg) und Storzingen (mit dem Dorf Storzingen und dem Gehöft Neuhaus).
Stetten, Nusplingen und Glashütte gehörten zum Land Baden, Frohnstetten und Storzingen gehörten bis 1849 zum Fürstentum Hohenzollern-Sigmaringen und danach zu den Hohenzollerischen Landen und waren somit preußisch.
Die Wüstung Weinitz im Hardt war ein Weiler auf der Gemarkung von Frohnstetten, der im Dreißigjährigen Krieg (1618–1648) abgegangen ist.
| Wappen                  | Ortsteil                          | Einwohner (Stand: 30. Juni 2014) | Fläche (Stand: 30. Juni 2014) |
| ----------------------- | --------------------------------- | -------------------------------- | ----------------------------- |
| Stetten am kalten Markt | Stetten am kalten Markt (Kernort) | 3051                             | 2593 ha                       |
| Kein Wappen verfügbar   | Nusplingen                        | 0226                             | –                             |
| Frohnstetten            | Frohnstetten                      | 1089                             | 1459 ha                       |
| Kein Wappen Verfügbar   | Glashütte                         | 0350                             | 0846 ha                       |
| Storzingen              | Storzingen                        | 0352                             | 0739 ha                       |

### Schutzgebiete
Stetten am kalten Markt hat Anteil am Landschaftsschutzgebiet Donau- und Schmeiental und an den FFH-Gebieten Oberes Donautal zwischen Beuron und Sigmaringen, Schmeietal und Truppenübungsplatz Heuberg. Auch das Vogelschutzgebiet Südwestalb und Oberes Donautal liegt teilweise auf Stettener Gemarkung.
Stetten gehört außerdem mit dem größten Teil der Gemeindefläche zum Naturpark Obere Donau.

## Geschichte

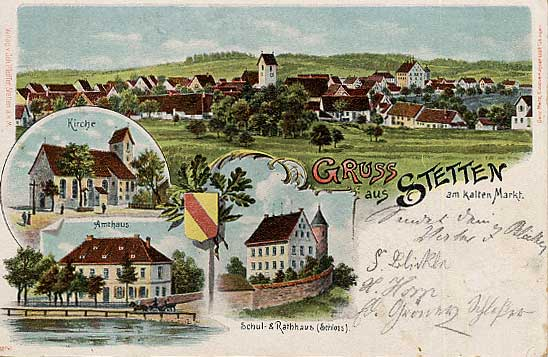
Stetten am Kalten Markt um 1900

Übersichtskarte von Stetten am Kalten Markt um 1907

Funde im heutigen Gemeindegebiet belegen eine Besiedlung von circa 800 bis 600 vor Christus durch die Kelten. Der aus alemannischer Zeit stammende Ort wurde als „Stetten by Kaltenmark“ im Jahr 799 als Besitz des Klosters Reichenau urkundlich erwähnt und kam im 13. Jahrhundert an die Grafschaft Hohenberg. Im Jahr 1283 wurde Stetten als „befestigter Ort“ bezeichnet (oppidum).
1343 kam die Ortschaft an die Herren von Jungingen, 1350 an die Herren von Magenbuch. Die Landeshoheit lag seit 1381 de facto beim Haus Habsburg. Unter dieser österreichischen Oberhoheit erlebte Stetten seine Blüte mit den Herren von Hausen. Diese hatten die Ortschaft seit 1432 inne und erbauten im 16. Jahrhundert das Schloss (heute Rathaus).
In der napoleonischen Zeit kam Stetten zunächst zu Württemberg, 1810 im Grenzvertrag zwischen Württemberg und Baden zu Baden. Der heutige Ortsteil Frohnstetten war 1806 an Hohenzollern-Sigmaringen gelangt. 1910 wurde in Stetten der badische Truppenübungsplatz Heuberg eingerichtet.
In den Gebäuden eines früheren „Großkinderheimes“ nahe dem Lager Heuberg auf dem Areal des Truppenübungsplatzes wurde eines der ersten Konzentrationslager der Nationalsozialisten in Deutschland eingerichtet. Es existierte von März bis Dezember 1933. Etwa 15.000 Gegner des Nationalsozialismus wurden dort festgehalten, so z. B. der spätere erste Nachkriegsvorsitzende der SPD Kurt Schumacher sowie der Initiator der Auschwitzprozesse Fritz Bauer. Im Zweiten Weltkrieg wurde der Heuberg Ausbildungslager für die bisher als „wehrunwürdig“ geltenden politischen Gegner des Regimes bzw. Kriminelle, die dort in der „Bewährungseinheit“ genannten Strafdivision 999 für den Kriegseinsatz in Sondereinheiten ausgebildet wurden, die den Rückzug regulärer Wehrmachtstruppenteile unter einkalkulierter eigener Vernichtung decken sollten. Allein 39 solcher „Bewährungssoldaten“ wurden innerhalb eines Jahres auf dem Heuberg ermordet. Seit 1983 erinnert ein von der SPD Baden-Württemberg errichtetes Mahnmal des Bildhauers Reinhard Bombsch bei der Drei-Tritten-Kapelle an die NS-Opfer des Heubergs. Auf dem Russenfriedhof wird seit 1986 auch der Opfer der Strafdivision 999 mit einem Gedenkstein gedacht. An eine unbekannte Zahl umgekommener sowjetischer Kriegsgefangener eines Kriegsgefangenenlagers, das ebenfalls auf dem Areal bestand, erinnert ein Gedenkstein mit einer eher verschleiernden Inschrift.
Von einer Startrampe auf dem Ochsenkopf des Truppenübungsplatzes startete am 1. März 1945 der Luftwaffenpilot Lothar Sieber in einer Bachem Ba 349 „Natter“ zum ersten bemannten Senkrechtstart eines Raketenflugzeugs. Sieber kam beim Absturz in der Nähe des Ortsteils Nusplingen ums Leben, seine sterblichen Überreste wurden am 3. März 1945 mit militärischen Ehren auf dem Friedhof von Stetten a. k. M. beigesetzt.
1966 wurde der Bundeswehrstandort Stetten am kalten Markt um die Alb-Kaserne erweitert.
Mit Inkrafttreten der Kreisreform des Landes Baden-Württemberg wurde zum 1. Januar 1973 der badische Landkreis Stockach aufgelöst, Stetten wurde dem Landkreis Sigmaringen zugeordnet.

### Namensursprung
Orte mit dem Bestandteil Stetten dürften ursprünglich als landwirtschaftliche Außenstellen dauerhafter Siedlungen entstanden sein, vermutlich in Verbindung mit Wasserstellen. Aus der Ersterwähnung als „Stetten by Kaltenmark“ (siehe oben) geht hervor, dass es sich bei dem Beinamen offenbar um eine topographische Beschreibung handelt (Mark). Der Bestandteil kalten wäre entsprechend eine klimatische Einordnung der nämlichen Mark. Somit bezeichnet der Name in seinem ursprünglichen Sinn die Lage des Ortes Stetten nahe einer kalten Region, einer Mark.
Eine Sage erklärt den Ortsnamen mit einer angeblich in einem Juni auf dem Marktplatz erfrorenen Geiß.

### Eingemeindungen
Nusplingen wurde bereits zum 1. April 1936 durch die Nationalsozialisten zwangseingemeindet, Storzingen kam am 1. Januar 1972 auf eigenen Wunsch hinzu. Die heutige Gemeinde wurde am 1. Januar 1975 durch die Vereinigung der Gemeinden Stetten am kalten Markt, Glashütte (Baden) und Frohnstetten neu gebildet.

### Einwohnerentwicklung
| Jahr | Einwohner |
| ---- | --------- |
| 1961 | 4941      |
| 1970 | 5930      |
| 1991 | 5289      |
| 1995 | 5549      |
| 2005 | 5345      |
| 2010 | 5091      |
| 2015 | 4798      |
| 2020 | 4724      |

Die Angaben von 1961 und 1970 beziehen sich auf das heutige Gebiet der Gemeinde.
- Im Jahr 1961 lebten von den 4941 Einwohnern in Frohnstetten 0900, in Glashütte (Baden) 359, in Stetten am kalten Markt 3329 und in Storzingen 353.
- Im Jahr 1970 lebten von den 5930 Einwohnern in Frohnstetten 1051, in Glashütte (Baden) 393, in Stetten am kalten Markt 4067 und in Storzingen 419.

## Religion
Der größte Teil der Bevölkerung ist römisch-katholisch, außerdem gibt es eine evangelische Kirchengemeinde.

## Politik

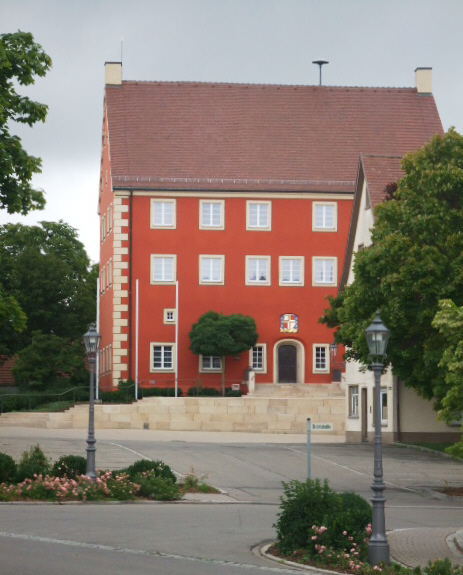
Rathaus in Stetten

### Gemeinderat
Der Gemeinderat von Stetten umfasst derzeit 12 ehrenamtliche gewählte Mitglieder, deren Amtszeit fünf Jahre beträgt, sowie den Bürgermeister als ebenfalls stimmberechtigten Vorsitzenden. Bei der letzten Wahl am 9. Juni 2024 trat als einzige Wählergruppe die Liste Gemeinsam für Stetten an, deren Kandidierende insgesamt 99,7 Prozent der Stimmen auf sich vereinen konnten und von der daraufhin die 12 Kandidierenden mit den meisten Stimmen in den Gemeinderat einzogen. Die übrigen 0,3 Prozent der Stimmen entfielen auf andere Einzelbewerber, von denen niemand ein Mandat erringen konnte. Die Wahlbeteiligung betrug 66,5 Prozent.
Darüber hinaus bestehen in den Ortsteilen Frohnstetten, Glashütte und Storzingen jeweils eigene Ortschaftsräte.

### Bürgermeister
- 1933–1934: Ernst Bäckert (1899–1962; NSDAP-Mitglied)[14]

- 1945–1957: Dominikus Gallus
- 1957–1966: Wilhelm Klek
- 1966–1991 Horst Lupfer
- 1991–2015: Gregor Hipp (CDU)
- seit 2015: Maik Lehn (CDU)[15][16]

### Partnerschaften
Seit 1982 besteht eine Städtepartnerschaft mit Montlhéry in der Nähe von Paris (Frankreich). Als äußeres Zeichen der Partnerschaft befindet sich auf dem Platz von Montlhéry in Stetten ein Stein vom La tour de Montlhéry, dem Turm und Wahrzeichen der Partnerstadt.

### Wappen
| Wappen der Gemeinde Stetten am kalten Markt | Blasonierung: „Ein von Silber (Weiß) und Rot gevierter Schild mit einem durchgehenden facettierten Kreuz in verwechselten Farben“ |
| Wappen der Gemeinde Stetten am kalten Markt | Wappenbegründung: Nachdem Storzingen schon 1972 in die frühere Gemeinde Stetten am kalten Markt eingegliedert worden war, entstand am 1. Januar 1975 durch Vereinigung der letzteren mit Frohnstetten und Glashütte die neue Gemeinde Stetten am kalten Markt. Diese griff auf das Wappen ihrer gleichnamigen Vorgängerin zurück. Dieses um die letzte Jahrhundertwende entstandene Bildkennzeichen vermag auch die übrigen Gemeindeteile zu repräsentieren. Dabei erinnern die hohenbergischen Farben Silber und Rot an die historischen Beziehungen von Frohnstetten und Stetten zur Grafschaft Hohenberg. Während das Kreuz ursprünglich nur auf ehemaligen Besitz des Klosters Reichenau in Stetten bezogen worden ist, kann es jetzt als Hinweis auf die Klöster beziehungsweise Stifte Buchau, Meßstetten, Salem und St. Gallen in den verschiedenen Gemeindeteilen verstanden werden. Das Landratsamt Sigmaringen hat das Wappen am 17. August 1978 verliehen. |

## Kultur und Sehenswürdigkeiten
Die Kommune ist dem Tourismusverband Donaubergland angeschlossen.

### Museen

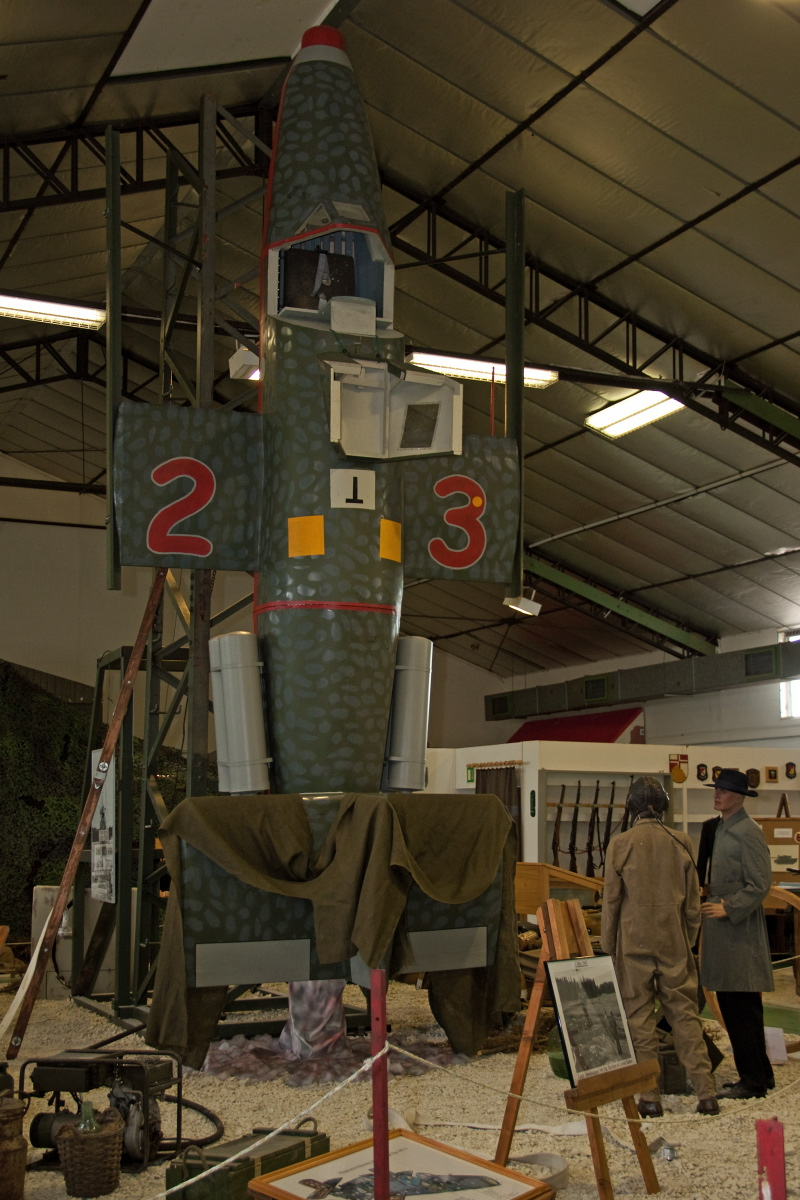
Nachbau der Natter M23 in der militärgeschichtlichen Sammlung Stetten am kalten Markt

Am 21. September 2013 eröffnete die Militärgeschichtliche Sammlung des Standortes Stetten am kalten Markt im Gebäude der ehemaligen Offiziersspeiseanstalt und ist nun öffentlich zugänglich. Die Militärgeschichtliche Sammlung des Standortes Stetten a. k. M. im Lager Heuberg war zuvor eine dienstliche Einrichtung der Bundeswehr mit 700 Quadratmetern Ausstellungsfläche, die über 90 Jahre Militärgeschichte der Garnison von der Kaiserzeit bis zur Bundeswehr zeigt. Ausgestellt sind Uniformen, Fahrzeuge, Bilder, Bücher und Weiteres. Neben einem im Startgerüst hängenden Nachbau der Natter wurde auch die Geschichte der Bewährungseinheit 999 ausführlich dargestellt. Eine Besichtigung war nur nach Vorlage des Personalausweises an der Wache der Alb-Kaserne möglich und dies auch nur an ausgewählten Tagen im Jahr.
Das Feuerwehrmuseum befindet sich zusammen mit dem Traditionskabinett des örtlichen Deutschen Roten Kreuzes seit 2018 im ehemaligen Amtshaus in der Hardtstraße. Die Feuerwehr präsentiert eine umfangreiche Sammlung von historischen Feuerwehruniformen, -helmen und -abzeichen aus vielen Ländern Europas sowie feuerwehrtechnische Exponate.
Das Deutsche Rote Kreuz wartet mit Exponaten, Abzeichen und Dokumenten aus der Entwicklung des Sanitätswesens, insbesondere aber auch aus der eigenen, über 100-jährigen Geschichte dies hiesigen Ortsvereins auf.
Die Sammlungen sind nach Voranmeldung zu besichtigen.

### Vereine
Viele Vereine haben in Stetten ihren Sitz. Einer der wichtigsten für die Region und für den Naturpark Obere Donau ist die Aktion Ruinenschutz Oberes Donautal e. V. Der Verein wurde im Jahr 1975 von Erhard Grüninger zunächst als eine Art Patenverein für alle Burgruinen im Donautal gegründet, angesichts der Kosten ein zu hoch gestecktes Ziel. Deswegen hat sich der Verein alsbald der Sanierung der Ruine Falkenstein gewidmet. In den 1980er Jahren zählte der Verein fast 250 Mitglieder aus ganz Deutschland. Zwischen 1977 und 1989 hatte sich der damalige Vorsitzende Grüninger mit großem Engagement für die Sanierung der Falkenstein eingesetzt. Nach abgeschlossener Sanierung wurde der Verein nicht aufgelöst, sondern existierte passiv und ruhte seit der Krankheit und dem Tod Grüningers im Jahr 2000. 1993 hatte die letzte Mitgliederversammlung stattgefunden. Der Verein wurde am 5. Mai 2006 reaktiviert und wieder handlungsfähig gemacht, weil einige Sanierungsarbeiten auf der Ruine Falkenstein anfielen und die lange vorgesehene Beschilderung in Angriff genommen werden sollte. Mit der Reaktivierung wurde Wilhelm Rößler, ehemaliger Gauobmann und Funktionär des Schwäbischen Albvereins, als Vorstand gewählt. Über die Sanierung und Beschilderung der Ruine Falkenstein (2006/2007) hinaus engagiert sich der Verein weiterhin um die Sanierung der Ruine Hausen (2007/2008) und seit 2009 der Burgruine Weckenstein.

### Bauwerke
- Die Kirche St. Mauritius in Stetten ziert eine der gewaltigsten barocken Altarschöpfungen der Region. Die heutige Pfarrkirche wurde am 9. November 1631 eingeweiht. Als ihr Bauherr gilt Joachim der Jüngere, Freiherr zu Hausen und Stetten, der 1624 mit dem Bau begonnen hatte. Das Deckengebälk, das auf den Außenwänden auf Mauerschwellen aufliegt, stammt aus der Erbauungszeit um 1630.[22] Die Turmfundamente der heutigen Kirche waren Chorraum einer Vorgängerkirche. Auch diese wurde durch die Herren von Hausen gefördert, ein Wappenschild der Herren von Hausen mit der Jahreszahl „1486“ lässt dies vermuten. Im unteren Turmteil konnten 1993/94 Fresken eines Kreuzweg-Bilderzyklus gesichert werden. Die Malschicht war vermutlich im 14. und 15. Jahrhundert mit organischen Bindemitteln direkt auf den Putz aufgetragen worden.[23] Das Deckengebälk des alten Kirchenschiffs aus dem Jahr 1630 war im Auflagebereich zu 80 Prozent durch Hausschwamm geschädigt und musste 2010 ausgetauscht werden.[24] Die Kirche mit barockem Glockenstuhl weist Treppen mit mittelalterlichen Keilstufen auf.[25] Die Orgel stammt von Orgelbau Mönch aus dem Jahr 1960.[26]
- Die 1938 errichtete evangelische Hindenburg-Gedächtniskirche („Blaue Kirche“) ist ein Werk des protestantischen Kirchenbau-Architekten Otto Bartning.[27] Die Orgel ist ein Werk der Freiburger Firma Welte & Söhne aus dem Jahr 1940.[28]
- Die Drei-Tritten-Kapelle liegt am Rande des Truppenübungsplatzes Heuberg und ist als kleiner Wallfahrtsort bekannt. Einer Erzählung nach verdankt sie ihren Namen dem seltsamen Erlebnis eines Fuhrknechts, dem dort Jesus höchstpersönlich lästerndes Gesindel vertrieben haben soll.[29] Das Bauwerk stammt aus dem 17. Jahrhundert und hat 15 Bildstöcke mit Kreuzwegstationen.
- Die Friedhofs- oder Sebastianskapelle in Frohnstetten von 1938 hat einen neugotischen Altar, ein Kruzifix des Bildhauers Alfons Marmon, sowie Plastiken des Strübbildhauers.
- Im Ortsteil Frohnstetten befindet sich die Kirche St. Silvester. Sie stammt aus dem Jahr 1617, hat ein Totenbeinhäuslein und einen Rokokoaltar. Ein Ehrenmal zum Gedenken der Kriegstoten befindet sich an der Hilb.
- Die Storzinger Kirche St. Zeno verfügt über ein Hochaltarblatt und weitere Gemälde von Andreas Meinrad von Ow.[30]
- Das Schloss Stetten der Herren von Hausen ist ein Spätrenaissancebau und beherbergt heute das Rathaus der Gemeinde. Es hat eine prachtvolle Treppe in Form eines Auditoriums. Das Rathaus und seine Treppe sind häufig Kulisse und Bühne für kulturelle Freiluftveranstaltungen.[31]
- Das so genannte Goreth-Haus, Am Schlosshof 2, ist nach bauhistorischer Untersuchung ein wertvolles Renaissance-Gebäude aus dem 16. Jahrhundert, gehörte einst zum Gebäudeensemble des Schlosses und liegt diesem direkt gegenüber. 2008 gelang es der Gemeinde nach langen Verhandlungen das Bauwerk zu kaufen. Es hatte viele bauliche Veränderungen im Laufe der Jahrhunderte erfahren. Das Obergeschoss, in dem man wertvolle Stuckdecken und Barockwände wieder gefunden hat, ist vollständig erhalten. Der Originaldachstuhl ist ebenfalls gut erhalten.[32][33] Das Treppenhaus durchläuft einen angesetzten Turmbau mit aufgesetztem Helmdach.[34] Nach Beginn der Sanierungsmaßnahmen 2010 sind inzwischen die Garagenanbauten beseitigt, die Fenster und Zugänge erneuert und das komplette Gebäude ist verputzt. Im Januar 2011 begannen die Malerarbeiten an der Außenfassade.[35]
- Die Schauenburg ist eine Burg, die bereits 1430 zerstört wurde.[36]
- Das Gasthaus Kreuz ist ein fast 500 Jahre altes Fachwerkhaus in Stettens Ortsmitte. Es war einst Amtssitz des Obervogtes und Gästehaus der Herrschaft von Hausen, später im Besitz der Fugger, konnte nach Zeiten des Leerstands und des Verfalls 1986 durch eine Bürgerinitiative vor dem Abriss gerettet werden.[37]
- Der Güring’sche Hardthof liegt zwischen Nusplingen und Unterschmeien, noch gerade auf der Gemarkung des zu Sigmaringen gehörenden Gutenstein. Einige Wiesen liegen auf Stettener Gebiet.[38] Der Pferdezuchtbetrieb hat preisgekrönte Sportpferde hervorgebracht.[39]

### Sport
Der Skiclub 1968 e. V. Stetten am kalten Markt unterhält einen Skihang mit Lift und Flutlicht. Die Skisportanlage verfügt über einen Funpark mit Halfpipe, Sprungschanze und Wellenschaukeln. Die Lifthütte wird bewirtet. Hinzu kommen präparierte Loipen: Bei der Stetter Loipe handelt es sich um eine sechs Kilometer lange Rundwanderloipe und eine zehn Kilometer lange Doppelspurloipe. Es gibt noch eine weitere Loipe mit drei Kilometern Länge. Neben dem Skihang auf der anderen Straßenseite befindet sich der Rodelhang namens Ohrenhälmle mit beachtlicher Länge, verschiedenen Schnelligkeitsgraden und Rodelmöglichkeiten.
Für den Schwimmsport gibt es in der Schwimmhalle der Bundeswehr 25-Meter-Wettkampf-Kurzbahnen und Sprungtürme. Die Halle ist zu bestimmten Zeiten für die Öffentlichkeit geöffnet.

### Regelmäßige Veranstaltungen

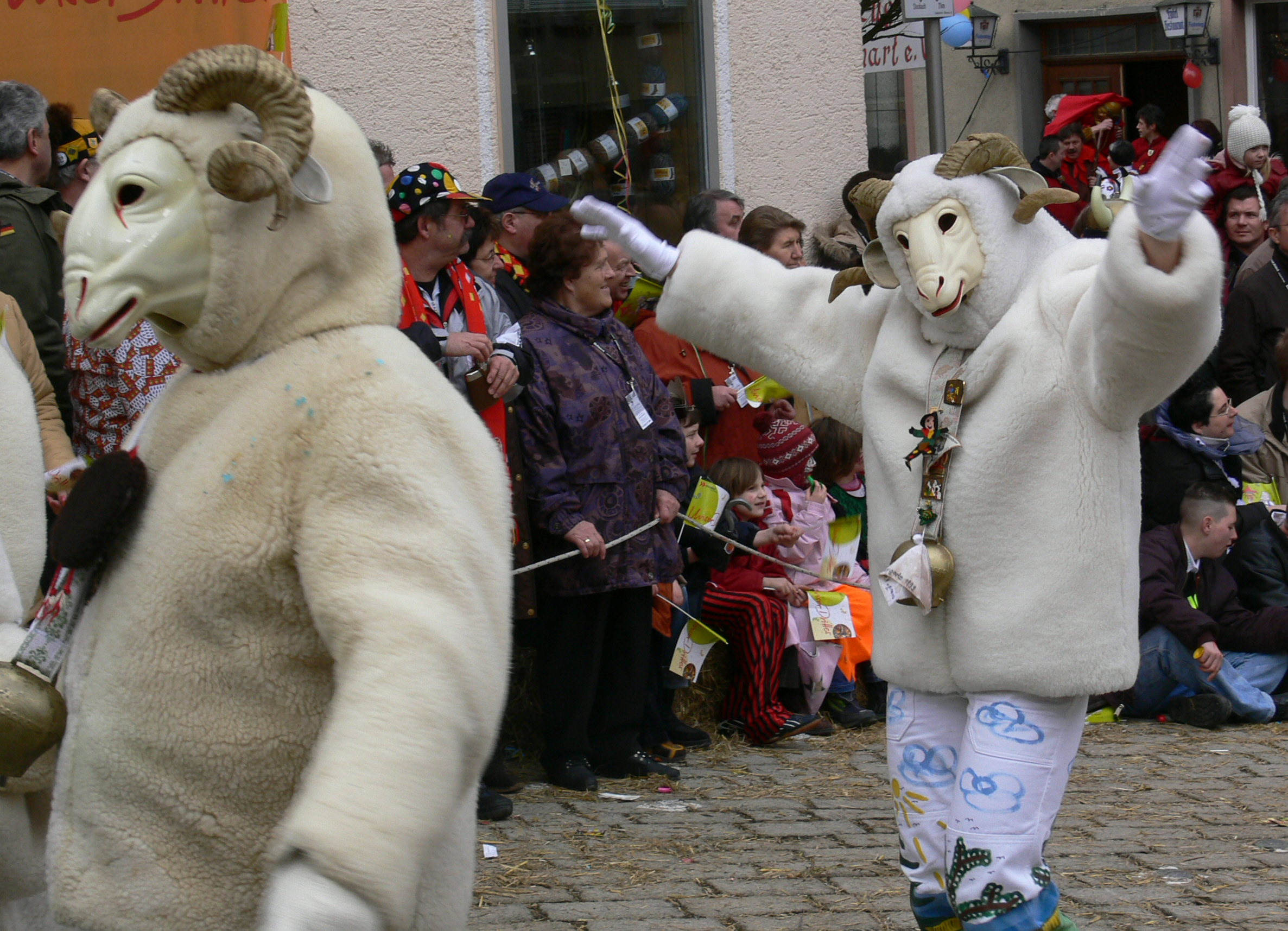
Narren der Bockzunft

- Die Narrenzunft Bockzunft betreibt die schwäbisch-alemannische Fasnet. Die Tiermaske Bock, die auf das Wappentier der Herren von Stetten zurückgeht, ist eine Lindenholzlarve, mit originalen Widderhörnern. Eine weitere Gruppe der Zunft sind die Marktweiber, die Bürgersfrauen des 19. Jahrhunderts nachempfunden sind. Daneben gibt es Einzelfiguren wie den Johann-Jakob-Scheiffele, die Hudl-Ann und den Narrenpolizist.
- Das Spectaculum ist ein historisches Fest. Es beruht auf geschichtlichen Begebenheiten und wird in großem Stil alle vier Jahre im Wechsel mit dem Sommertheater ausgerichtet. Teilnehmende und Ausführende des Spectaculums sind Stettener Bürger.[45]
- Das Stettener Sommertheater findet seit 1999 alle vier Jahre auf dem Rathausplatz (heute Schlosshof) statt. Sämtliche Rollen werden von Stettener Bürgern gespielt. Die Stücke basieren inhaltlich auf Geschichten aus der Stettener Geschichte und häufig mit bekannten Persönlichkeiten des Ortes. Aufgeführt wurden:
  - 1999 Stetten dem Himmel so nah
  - 2003 Maientanz
  - 2005 Die Räuber (bislang einziges Stück ohne Ortsbezug)
  - 2007 Der Luftikus oder die Geheimaktion Natter
  - 2011 Mitten im Dorf
  - 2019 Stetten dem Himmel so nah
  - 2023 Zukunftsmusik[46]
- Der Stettener Oktober mit verkaufsoffenem Sonntag findet am zweiten Oktoberwochenende statt. Er wird vom Stettener Wirtschaftsverbund veranstaltet. Eröffnet wird die vielseitige Großveranstaltung am Tag zuvor mit dem Frauenlauf.[47]

### Kulinarische Spezialitäten
In der Fastnachtszeit ist in Stetten am kalten Markt das Bock-Määh-Mahli erhältlich. Bei diesem Süßgebäck handelt es sich um ein Schokoladenbiskuit mit Cremefüllung und fruchtigen Kirschen darauf.

## Wirtschaft und Infrastruktur

### Ansässige Unternehmen
In der Gemeinde Stetten befinden sich zahlreiche gastronomische Betriebe und Übernachtungsmöglichkeiten.
Einer der größten Arbeitgeber der Gemeinde ist die primion Technology AG, die Hard- und Softwarekomponenten zur Zutrittskontrolle und Zeiterfassung produziert.

### Verkehr

#### Öffentlicher Nahverkehr
Der Öffentliche Nahverkehr wird durch den Verkehrsverbund Neckar-Alb-Donau (NALDO) gewährleistet. Die Gemeinde befindet sich in der Wabe 440. Busverbindungen existieren nach Albstadt (Linie 7425), Sigmaringen, Kreenheinstetten (beide Linie 668), sowie Meßkirch (Linie 642). Im Ortsteil Storzingen befindet sich eine Station an der Zollernalbbahn (Tübingen–Aulendorf). Dort hält im Zweistundentakt die RB66 (KBS 766) Tübingen-Sigmaringen, einzelne Züge des IRE6a halten ebenfalls in Storzingen und bieten eine Direktverbindung nach Stuttgart, Ulm und Aulendorf. Der Bahnhof ist von allen Ortsteilen aus über die Buslinie 668 erreichbar.
Das am Ortsrand gelegene Lager Heuberg konnte während dessen Baus über die Standseilbahn Kaiseringen erreicht werden. Die Strecke wurde nach Inkrafttreten des Versailler Vertrages und der damit verbundenen nicht mehr militärischen Nutzung des Lagers abgebaut.

#### Straßenverkehr
Über die Bundesstraße B463, die östlich des Ortsteils Storzingen vorbei führt, besitzt die Gemeinde eine Verbindung Richtung Norden und Südosten. Südlich der Gemeinde verläuft die als Donautalstraße bekannte L277, die über Thiergarten erreichbar ist.
Die nächsten Autobahnanschlüsse befinden sich bei Rottweil (A81), sowie in Stockach (A98). Beide Anschlüsse sind etwa eine Stunde Fahrzeit entfernt.

### Garnison
Die Garnison in Stetten besteht aus dem Lager Heuberg, der Alb-Kaserne und dem Truppenübungsplatz Heuberg.
Stetten ist mit rund 2200 stationierten Soldaten einer der größten Bundeswehr-Standorte in Süddeutschland. Nach Angabe der Stadtverwaltung sind jährlich zusätzlich zu der Stamm-Garnison etwa 1300 Soldaten in Stetten gemeldet.
Der Truppenübungsplatz wurde in den Jahren nach 1910 eingerichtet. Von 1945 bis 1959 stand er unter der Verwaltung der französischen Streitkräfte (FFA). Nach der Übernahme durch die Bundeswehr blieb jedoch ein Teil des Areals bis 1997 für die FFA reserviert.
Seit 1972 gibt es in Stetten am kalten Markt ein Hallenbad. Die Schwimmhalle wurde von der Bundeswehr für die Soldaten errichtet, aufgrund eines Mitbenutzungsvertrags kann es auch von der Bevölkerung und dem Schulzentrum Stetten genutzt werden. Im Jahr 1988 wurde die Schwimmhalle mit dem 12,5 Meter breiten und 25 Meter langen Schwimmbecken saniert.

### Energie

#### Windkraft
Der Regionalverband Bodensee-Oberschwaben hat mit dem Standort Storzingen eines von nur drei Vorranggebieten im Teilregionalplan Windenergie für bedeutsame Windkraftanlagen ausgewiesen.

#### Photovoltaik
Mit dem Sondergebiet Photovoltaikanlage Neuhaus wurde auf einem rund elf Hektar großen Gelände beim Gehöft Neuhaus die zu diesem Zeitpunkt zweitgrößte Freiflächenanlage Baden-Württembergs mit rund 45.000 Dünnschichtmodulen von weit über 100.000 Quadratmetern im September 2008 in Betrieb genommen. Die Gesamtleistung der Photovoltaikanlage bemisst sich auf 3,3 MWp. Die Anlage wird vom Unternehmen Epuron aus Hamburg betrieben.

## Persönlichkeiten

### Söhne und Töchter der Gemeinde
- Gregor Hauser (1470–1520), Wiener Dombaumeister
- Liborius Stengel (1801–1835), Theologe und Hochschullehrer
- Alfred Ritter (1885–1952), Gründer der Schokoladenfabrik Alfred Ritter
- Max Eyrich (1897–1962), Arzt, Psychiater und Rassentheoretiker
- Ernst-Reinhard Beck (* 1945), Mitglied des Bundestages (CDU)
- Wolfgang Urban (* 1948), Diakon, Diözesankonservator und Kustos i. R. des Diözesanmuseums der Diözese Rottenburg-Stuttgart
- Michael Beck (* 1960), Oberbürgermeister der Stadt Tuttlingen (CDU)
- Wolfgang Fuhr (* 1966), Jazzmusiker

### Ehrenbürger
- 2013, 11. Januar: Eugenia Beil (* 8. Februar 1933 bis 31. Mai 2019), Stiftungsgeberin der „Hilde und Eugenia Beil-Stiftung“[55]
- 2015, 27. März: Gregor Hipp, Bürgermeister[56]
- Horst Lupfer (1967–1991), Bürgermeister[57]
- Lothar Wiest (1936–2004), Katholischer Pfarrer[58][59]

## Trivia
Insbesondere im soldatischen Milieu trägt der Ort wegen seines berüchtigten Wetters den Spitznamen Stetten am kalten Arsch.